# 中島俊市郎
中島 俊市郎（なかしま しゅんいちろう、1972年 - ）は、日本の工芸作家。金沢美術工芸大学講師。
岐阜県大野郡宮村生まれ。1992年近畿大学文芸学部芸術学科卒業（学部長賞受賞）、1997年近畿大学文芸学部芸術学科造形美術専攻研究生修了、1999年東京芸術大学大学院美術研究科工芸専攻修了、タペストリー制作をはじめ、織の技法を中心に多様な手法を用いた繊維素材による造形作品の制作を行う。2004年金沢美術工芸大学工芸学科講師。
shunichiro@nakashima.link

## 受賞歴
- 「アクセス／アクセサリー」展、特選(2003年）、高岡市美術館
- ｢2005 伊丹国際クラフト展」、伊丹賞受賞（2005年）、伊丹市立工芸センター
- 「第24回公募2006日本ジュエリーアート展」、奨励賞（2006年）
- 「第20回高岡クラフトコンペ」、優秀賞（2006年）、高岡大和店
- 「デビット・マックファーデン:NY Art and Desigen Museum「第47回日本クラフト展」、招待審査員賞（2008年）、丸ビルホール